# 제임스 덴턴
제임스 덴턴(James Denton, 1963년 1월 20일 ~ )은 미국의 배우이다.

## 출연 작품
- 굿 위치 시즌2 (2016)
- 댄서 앤 더 데임 (2015)
- 굿 위치 시즌1 (2015)
- 블랙 라이더 (2014)
- 그레이스 언플러그드 (2013)
- 위기의 주부들 8 (2011)
- 올스타 슈퍼맨 (2011)
- 위기의 주부들 6 (2009)
- 토처드 (2008)
- 언데드 오어 얼라이브 (2007)
- 뷰티풀 드리머 (2006)
- 위기의 주부들 2 (2005)
- 더 레이트 레이트 쇼 위드 크레이그 퍼거슨 (2005)
- 위기의 주부들 (2004)
- 아메리칸 아이돌 (2002)
- 레바 (2001)
- 프라이머리 컬러스 (1998)
- 더블 로맨스 (1997)
- 페이스 오프 (1997)
- 제로드 (1996)
- 더 드류 캐리 쇼 (1995)